# Misie
Misie (z lat. missio, poslání) znamená původně soustavné šíření křesťanské víry kázáním a jinou misijní činností. Člověk, který se tomuto věnuje, se nazývá misionář.

## Monoteismus a vznik misie
Slovo misie je sice křesťanského původu, samo šíření náboženské víry kázáním atd. je však starší. Začíná se vznikem monoteistických náboženství, která se neomezují na příslušníky určitého kmene, obce, národa nebo společnosti. U starších, tzv. pohanských náboženství, která sdružovala konkrétní lidská společenství a do nichž se lidé rodili, by nic takového nemělo smysl. Ještě v antice se předpokládalo, že kdokoli se narodí nebo přižení do určitého rodu, přistěhuje do určitého města, bude se účastnit i jeho náboženských obřadů.
Monoteismus znamená nejen obrat k jednomu univerzálnímu Bohu, ale také k jednotlivému člověku, který ho má přijmout jako svého Boha. Příslušnost k monoteistickému náboženství není dána narozením nebo původem, nýbrž rozhodnutím člověka a přijetím určité životní praxe. Monoteistická náboženství se tedy nevymezují příbuzensky a místně, nýbrž jistými požadavky, které kladou na každého věřícího. Vyžadují sice také účast na náboženském společenství a jeho obřadech, kromě toho ale i individuální přijetí nějakých naučných obsahů (vyznání víry, dogma) a mravních zásad.
Jakmile je náboženská příslušnost určena více méně individuálním rozhodnutím, otvírá se také možnost individuálního obrácení, a tedy i přesvědčování, kázání a misie. Tuto změnu lze sledovat například v textech Avesty nebo v židovství, zejména u proroků Starého zákona.
Obraťte se ke mně a dojdete spásy, veškeré dálavy země. Já jsem Bůh a jiného už není. (Iz 45,22)
Proto se už v pozdním židovství vyskytují lidé, kteří se v něm nenarodili, nýbrž přijali je vlastním rozhodnutím, tzv. proselyté. Takový člověk ovšem obvykle nedosáhl plného uznání a označoval se jako ger.

## Křesťanské misie

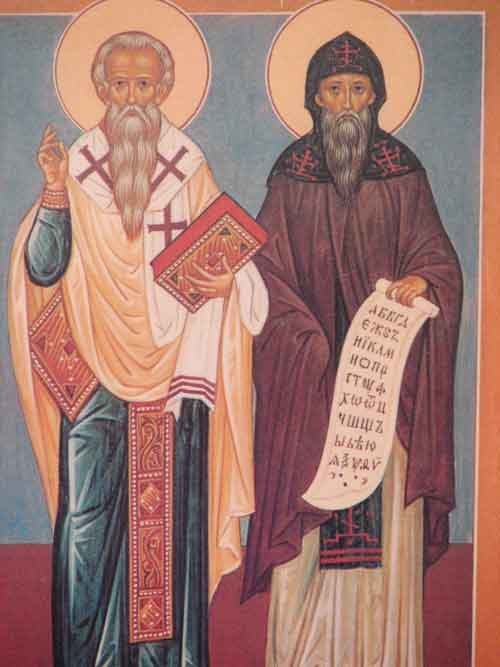
Cyril a Metoděj, slovanští misionáři

Už vzhledem k okolnostem svého vzniku bylo křesťanství od začátku náboženství nejen monoteistické, ale také misijní, založené na kázání Ježíše z Nazareta a jeho žáků a na individuálním pokání a obrácení. V závěru Matoušova evangelia říká Ježíš svým apoštolům:
Jděte ke všem národům a získávejte mi učedníky, křtěte je ve jméno Otce i Syna i Ducha svatého a učte je, aby zachovávali všecko, co jsem vám přikázal. (Mt 28,19n)

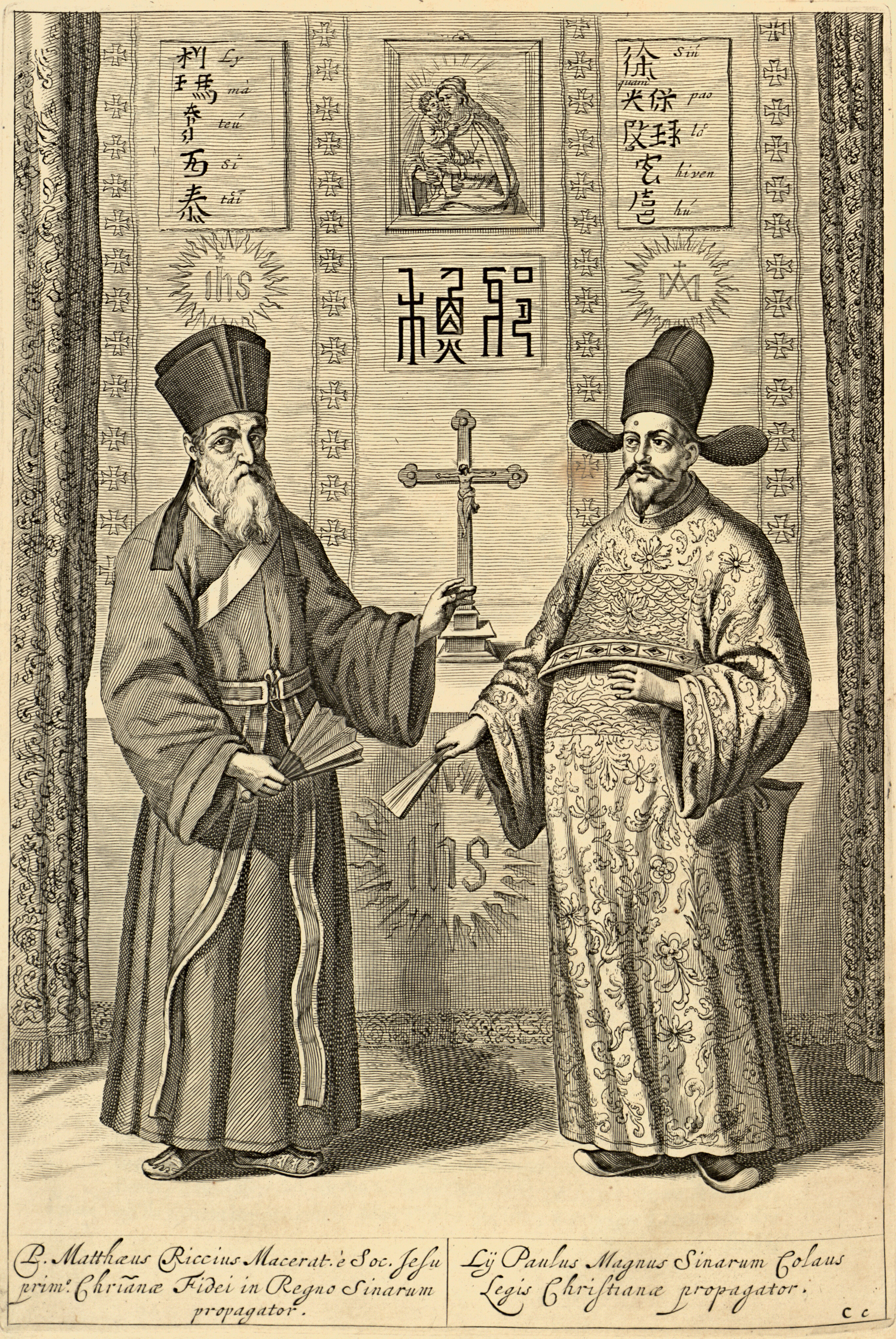
Italský jezuita Matteo Ricci (1552–1610) působil jako misionář v Číně.

První křesťanské misie, jak ji popisují zejména Skutky apoštolů, se obracela hlavně na židovské obce ve východním Středomoří, brzy se však rozšířila – hlavně zásluhou apoštola Pavla – i mezi „pohany“. Uznání těch, kdo předtím nebyli Židy, za plnoprávné křesťany, je jedním z hlavních témat Pavlova kázání. Křesťané tedy pokládali šíření víry ve svém okolí za přímý příkaz a povinnost, uloženou samým Kristem.
Už ve 4. století, když se křesťanství ukázalo výhodným spojencem císařů a vládců, se situace změnila a křesťanská misie byla často „podporována“ a také zneužívána k politickým účelům. Tak tomu bylo v celých dějinách křesťanství, až po koloniální výboje 19. století. Problém násilného šíření náboženství se ovšem týkal podobně i islámu. Ačkoli Korán před tím na několika místech varuje, raně středověké šíření islámu bylo z velké části také spojeno s dobyvačnou expanzí, zejména na Blízkém východě a v severní Africe.
Nicméně vedle toho působila ve střední, severní i východní Evropě i upřímná misijní činnost zejména mnichů, kteří přinesli křesťanství do velké části Evropy i severní Afriky už v raném středověku. Také v našich zemích bylo šíření křesťanství většinou nenásilné, například pokračovateli iroskotské misie irských mnichů (Kolumbán, Gallus/Havel, Kilián, Bonifác aj.) nebo východní misií svatých Cyrila a Metoděje.
Novou vlnu křesťanského misijního úsilí přinesly objevitelské cesty na začátku 16. století, zčásti zamýšlené i jako cesty misijní. Když se však ukázalo, co všechno lze za mořem získat, mocenské zájmy zřetelně převládly a misijní úsilí diskreditovaly do té míry, že se tomu sami misionáři museli bránit. Misijní činnost v jihovýchodní Asii vyhradil papež Portugalcům, v Jižní Americe se o ni dělili Španělé a Portugalci.

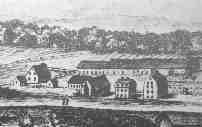
Misijní stanice obnovené Jednoty bratrské v Christiansbrunnu v Pensylvánii v polovině 18. století

Do misií výrazně zasáhly i křesťanské řády, hlavně františkáni, dominikáni a jezuité. Zejména v Jižní Americe budovali v nepřístupných oblastech jakási teokratická hospodářství (např. tak zvané redukce), jež se dobře osvědčila a dodnes zanechala zjevné stopy v Jižní i Střední Americe. Počátek rozmachu protestantských misií byl spojen zejména s pietismem a činností obnovené Jednoty bratrské, známé ve světě pod názvem Moravská církev (angl. Moravian Church).
V různých oblastech světa to byli právě misionáři, kteří studovali a popsali domorodé jazyky, vytvořili pro ně písmo a gramatiku a mnohé z nich tak zachránili před zánikem.
Dalším obdobím už dobře organizovaných misií – katolických i protestantských – bylo 19. století, kdy na jedné straně misionáři vypracovávali nové pojetí „samosprávných misií“ čili domorodých křesťanských společenství (Henry Venn), na druhé straně se ovšem také stávali prodlouženou rukou kolonialismu a koloniálních správ. Kromě toho se organizované misie různých církví dostávaly do konfliktů, které se okamžitě promítaly do sporů politických. Důležitou součástí misijního úsilí se stala podpora překladů Bible do stovek jazyků celého světa, o niž pečuje kupříkladu Mezinárodní biblická společnost.

## Misie v současnosti
Spojení s kolonialismem a řevnivosti mezi konfesemi misijní úsilí silně zdiskreditovaly a vyvolaly opačná hnutí, jež zdůrazňovala kulturní svébytnost domácí populace. Ruku v ruce s emancipačním hnutím afrických národů v 60. letech 20. století byli misionáři jako představitelé kolonialismu často pronásledováni a zabíjeni. Velké křesťanské církve si proto uvědomily problematičnost organizovaných misií a právě tato zkušenost silně podpořila i ekumenické snahy.
V současné době působí po světě tisíce misionářů různých křesťanských církví, ale i muslimů a zejména „svobodných církví“ ze Severní Ameriky. Evropské církve misijní činnost spojují s rozvojovou, zdravotní a hospodářskou pomocí, kde působí tisíce dobrovolných skupin, a to i z České republiky. Současné misie se snaží co nejvíce respektovat místní kulturu, misionáři nezakládají pevné stanice, nýbrž hledají místní spolupracovníky a vytvářejí malé křesťanské skupiny, které často působí v soukromých domech a bytech, provozují malé rozhlasové stanice a šíří křesťanskou literaturu.
Zejména skupiny svobodných církví, ale také jehovistů a různých sekt působí i v zemích tradičně křesťanských, kde to vyvolává napětí s „domácími“ tradičními církvemi. Zvlášť obtížné je postavení křesťanů v islámských zemích, které někdy uplatňují těžké tresty na ty, kdo by islám opustili. Z jiných důvodů je obtížné působení misionářů v komunistické Číně a v dalších totalitních a autoritářských režimech. Pronásledování misionářů i křesťanů v misijních (tj. převážně nikoli křesťanských) zemí sleduje v České republice časopis Hlas mučedníků. 